# Загра (комуна)
Загра (рум. Zagra) — комуна у повіті Бистриця-Несеуд в Румунії. До складу комуни входять такі села (дані про населення за 2002 рік):
- Алунішул (318 осіб)
- Загра (1158 осіб) — адміністративний центр комуни
- Перішор (630 осіб)
- Поєніле-Загрей (967 осіб)
- Суплай (694 особи)

Комуна розташована на відстані 350 км на північний захід від Бухареста, 27 км на північний захід від Бистриці, 79 км на північний схід від Клуж-Напоки.

## Населення
За даними перепису населення 2002 року у комуні проживали 3767 осіб.
Національний склад населення комуни:
| Національність | Кількість осіб | Відсоток |
| -------------- | -------------- | -------- |
| румуни         | 3594           | 95,4%    |
| цигани         | 169            | 4,5%     |
| угорці         | 4              | 0,1%     |

Рідною мовою назвали:
| Мова      | Кількість осіб | Відсоток |
| --------- | -------------- | -------- |
| румунська | 3763           | 99,9%    |
| угорська  | 3              | 0,1%     |
| циганська | 1              | < 0,1%   |

Склад населення комуни за віросповіданням:
| Релігія        | Кількість осіб | Відсоток |
| -------------- | -------------- | -------- |
| православні    | 3321           | 88,2%    |
| п'ятдесятники  | 422            | 11,2%    |
| греко-католики | 13             | 0,3%     |
| римо-католики  | 7              | 0,2%     |
| реформати      | 2              | 0,1%     |
| адвентисти     | 1              | < 0,1%   |
| лютерани       | 1              | < 0,1%   |